# 第7領域航空集団
第7領域航空集団（だいななりょういきこうくうしゅうだん、VII Comando Aéreo Regional：VII COMAR）は、ブラジル空軍の作戦軍の一つ。
マナウスに司令部を置く。警備担任領域はアマゾナス州、ロライマ州、アクレ州及びロンドニア州である。

## 部隊編成

### マナウス航空基地
- 第8航空群第7飛行隊（7º Esquadrão do 8º Grupo de Aviação、7º/8º GAv）　第2航空軍
- 第9航空群第1飛行隊（1º Esquadrão do 9º Grupo de Aviação、1º/9º GAv）　第5航空軍
- 第7輸送飛行隊（7º Esquadrão de Transporte Aéreo、7º ETA）　第5航空軍

### ボア・ヴィスタ航空基地
- 第3航空群第1飛行隊（1º Esquadrão do 3º Grupo de Aviação、1º/3º GAv）　第3航空軍

### ポルト・ベロ航空基地
- 第3航空群第2飛行隊（2 Esquadrão do 3 Grupo de Aviação、2º/3º GAv）　第3航空軍